# René Jacquot
Pour les articles homonymes, voir Jacquot.
René Jacquot est un boxeur français né le 28 juillet 1961 à Toul en Lorraine, champion du monde des super-welters WBC en 1989.

## Biographie

### Des débuts modestes au titre mondial
Passé professionnel en super welters en 1983, ses débuts ne laissent pas présager d’une carrière extraordinaire puisqu’il concède les trois premières années 9 défaites en 23 combats.
Il devient pourtant champion de France le 10 avril 1987 en prenant sa revanche sur Yvon Ségor par arrêt de l’arbitre à la 7e reprise.
Cette victoire lance véritablement Jacquot qui après 4 autres succès décroche le titre européen le 29 janvier 1988 en battant chez lui l’Italien Luigi Minchillo, ancien challenger mondial de Mike McCallum et Thomas Hearns. Il conserve ce titre la même année face à Eric Taton, Ervin Heiber et Romolo Casamonica avant de se voir offrir une chance mondiale en défiant le « Cobra » Donald Curry, champion WBC et ancien champion unifié des welters.

### Le combat Curry - Jacquot
Ce combat, qui a notamment pu voir le jour grâce aux efforts de Jean-Claude Bouttier, se tient le 11 février 1989 au Palais des sports de Grenoble. Les premiers rounds mettent en évidence toute la classe du puncheur américain qui touche à plusieurs reprises le Français. Jacquot reste impassible et laisse passer l’orage grâce à un bon jeu défensif et quelques uppercuts en contre. À partir du 6e round, il durcit le combat et commence petit à petit à asphyxier Curry qui au fil des rounds s’éteint et ne délivre plus son venin qu’à de rares occasions. Les derniers rounds sont un véritable chemin de croix pour l'Américain qui parvient péniblement à tenir la distance des 12 rounds et doit céder en toute logique sa ceinture WBC au boxeur lorrain, certes moins rapide et moins doué techniquement mais qui a su renverser la tendance grâce à un pressing incessant et une motivation sans faille.
Il devient le premier français champion du monde de boxe, toutes catégories confondues depuis Alphonse Halimi le 1er avril 1957, soit un peu plus de 30 ans.

### Un succès de prestige sans lendemain
René Jacquot ne pourra cependant pas savourer très longtemps cette victoire surprise (la plus surprenante de l’année 1989 selon Ring Magazine), il fait son match a Mirapolis contre John Mugabi, mais le match ne dure pas longtemps, car dès sa 1re défense face à John Mugabi, alors qu'il reste 30 secondes dans le premier round, il se fait une entorse sur une banale esquive et doit abandonner. Il aura deux autres chances en 1990 de redevenir champion du monde mais s’inclinera aux points devant Terry Norris (après avoir été à terre au 1er, 2d et 12e round) et Gianfranco Rosi.

## Tournage
Le 15 juillet 2009, René Jacquot participe au tournage de La Folle Route 2. Il accueille Magloire, Vincent McDoom, Jean Barbera et l'équipe de tournage au centre sportif Hoche de Grenoble. Il est chargé par la production de l'émission d'initier les trois routiers à la boxe.